# E·M·S·南布迪里巴德

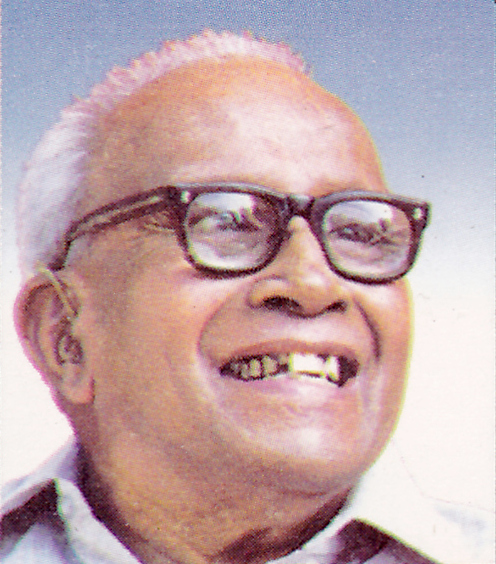
E·M·S·南布迪里巴德

埃拉马库拉姆·马纳卡尔·森卡兰·南布迪里巴德（1909年6月13日—1998年3月19日），通称E·M·S·南布迪里巴德（E.M.S. Namboodiripad），印度共产主义政治家和理论家。1957年—1959年，担任喀拉拉邦第一任首席部长；1967年—1969年，再次担任喀拉拉邦首席部长；他是印度第一位非国民大会党的首席部长。1962年—1964年，他任印度共产党总书记。1964年，他领导印度共产党左派脱党，成立印度共产党（马克思主义）。作为首席部长，南布迪里巴德在喀拉拉邦发起了激进的土地和教育改革，帮助喀拉拉邦在许多社会指标上引领印度全国。在他担任总书记的14年（1978年—1992年）里，印度共产党（马克思主义）成为印度重要的政治力量，曾在印度的联合政治新时代发挥重要作用。